# Брюссельський вільний університет
Брюссельський вільний університет (фр. Université Libre de Bruxelles, нід. Vrije Universiteit Brussel, скорочено — VUB) — університет у Брюсселі. Тепер фактично є дві науково-освітні установи з такою назвою: нідерландськомовний та франкомовний університет.

## Історія
Франкомовний вільний брюссельський університет засновано в 1834 році. Спочатку викладання велося тільки французькою мовою. У 1934 році в університеті почалося викладання нідерландською мовою.
Нідерландськомовний університет засновано в 1970 році, коли нідерландськомовні факультети виділили в окремий університет зі складу франкомовного Брюссельського вільного університету, заснованого в 1834 році. Обидва університети проводять програму співпраці.
«Вільний» у назві обох університетів, подібно до Вільного університету Берліна, означає їхню незалежність. Обидва університети самодостатні, не входячи до жодної з бельгійських мереж навчальних закладів (державної та католицької). Обидва університети додержуються принципу свободи наукових досліджень і мають однаковий девіз: лат. scientia vincere tenebras (перемагати темряву наукою).

## Факультети й відділення
- Право і кримінологія

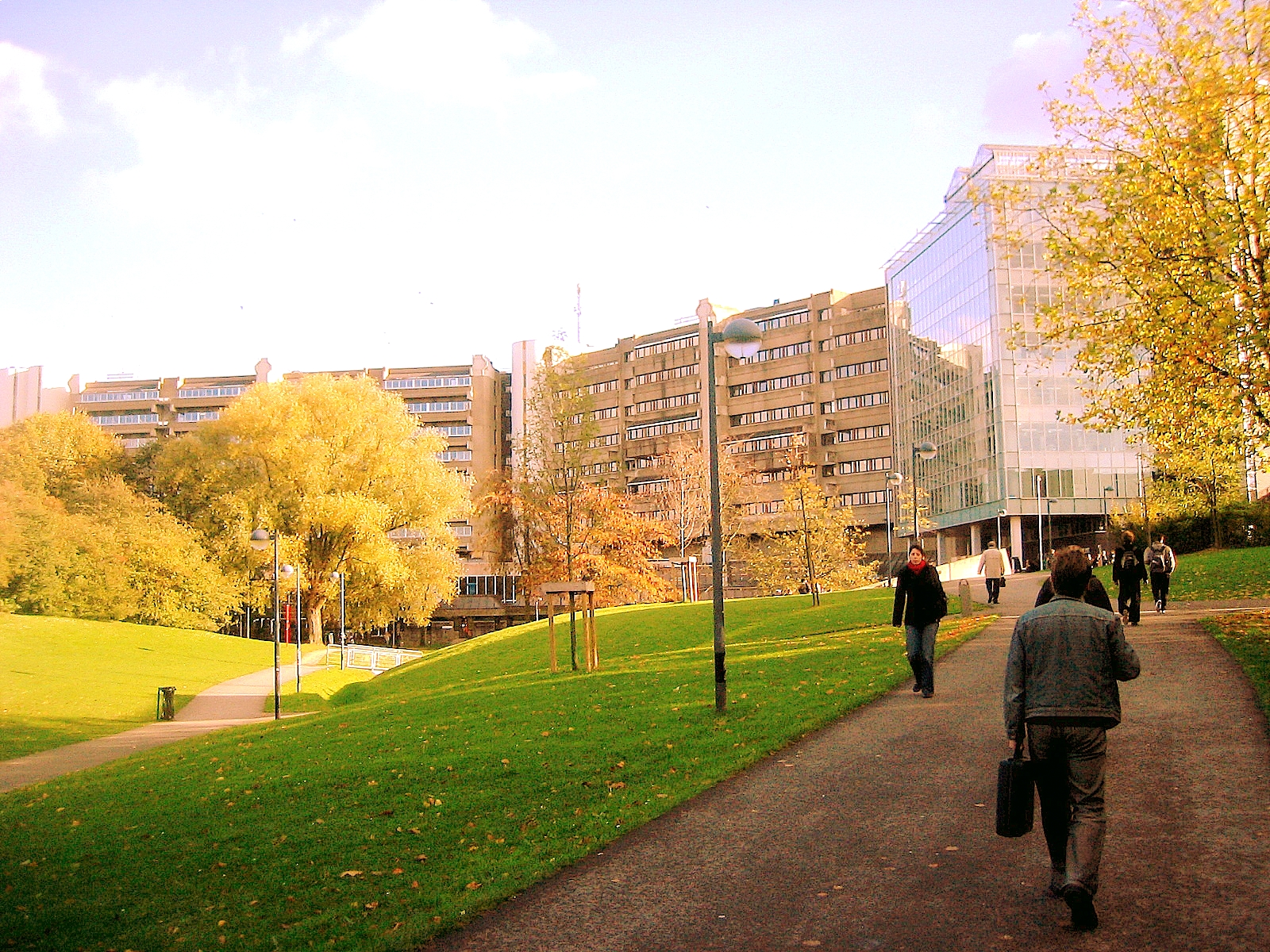
Кампус Еттербек

- Економічні, соціальні та політичні науки
- Психологія та педагогіка
- Природничі науки
- Медицина та фармакологія
- Філологія та філософія
- Технічні («інженерні») науки
- Фізична культура
- Міждисциплінарна група підготовки вчителів

Кампуси університету:
- Кампус Еттербек розташований на кордоні брюссельських комун Еттербек, Іксель і Одергем. Тут розташовані більшість факультетів та адміністрація університету.
- Кампус Жет. Тут розташовані медичний і фармакологічний факультети, а ще університетська лікарня.

## Відомі випускники
- Еміль Огюст Жозеф де Вільдеман (1866–1947) — бельгійський ботанік.
- Божок Єгор Валерійович — український дипломат.